# تنگه چهل سنگو
تنگه چهل سنگو، روستایی از توابع بخش خفر شهرستان جهرم در استان فارس ایران است.

## جمعیت
این روستا در دهستان علی‌آباد قرار دارد و براساس سرشماری مرکز آمار ایران در سال ۱۳۸۵، جمعیت آن زیر سه خانوار بوده‌است.